# Weather Systems
Albums de Anathema
Falling Deeper
(2011) Untouchable/Universal
(2013)
Weather Systems est le neuvième album du groupe anglais de metal alternatif Anathema, publié le 16 avril 2012 par Kscope.

## Liste des chansons
Toute la musique est composée par Anathema.
| No | Titre                       | Durée |
| -- | --------------------------- | ----- |
| 1. | Untouchable, Part 1         | 6:14  |
| 2. | Untouchable, Part 2         | 5:33  |
| 3. | The Gathering of the Clouds | 3:27  |
| 4. | Lightning Song              | 5:25  |
| 5. | Sunlight                    | 4:55  |
| 6. | The Storm Before the Calm   | 9:24  |
| 7. | The Beginning and the End   | 4:53  |
| 8. | The Lost Child              | 7:02  |
| 9. | Internal Landscapes         | 8:52  |